# Arachosia praesignis
Arachosia praesignis är en spindelart som först beskrevs av Eugen von Keyserling 1891.  Arachosia praesignis ingår i släktet Arachosia och familjen spökspindlar. Inga underarter finns listade i Catalogue of Life.